# اچ‌دی ۱۰۲۳۵۰

اچ‌دی ۱۰۲۳۵۰ تک ستاره زرد رنگ در صورت فلکی قنطورس است و با چشم غیر مسلح با قدر ظاهری ۴٫۱۱ قابل مشاهده است. فاصله این ستاره بر اساس اختلاف منظر تقریباً ۳۹۰ سال نوری است، اما با سرعت شعاعی ۳- کیلومتر بر ثانیه در حال نزدیک‌تر شدن است. قدر مطلق آن ۱٫۵۱- است.

این یک ستاره غول پیکر درخشان پیر با طبقه‌بندی ستاره ای G0II است. 